# حوتيات وحشية
حوتيات وحشية (الاسم العلمي: Cetotheriidae) هي فصيلةٌ من الحيتانيات، تتبع رتبة صغرى وهي الحيتان البالينية.